# Gare de Brixton
La gare de Brixton (en anglais : Brixton railway station), est une gare ferroviaire établie sur la Ligne principale de Chatham (en). Elle  est située sur l'Atlantic Road, à Brixton dans le borough londonien de Lambeth sur le territoire du Grand Londres.
C'est une gare National Rail exploitée par Southeastern. Elle permet des correspondances avec la ligne Victoria du métro de Londres par la station de Brixton située à une centaine de mètres.

## Situation ferroviaire
Établie à 17 mètres d'altitude, la gare de Brixton est située sur un passage en aérien de la Ligne principale de Chatham (en), entre les gares de Victoria et de Herne Hill (en).
La gare dispose de deux voies et deux quais latéraux.

## Service des voyageurs

### Accueil
Située en aérien, la gare est accessible par l'Atlantic Road à Brixton.

### Desserte

Installations et desserte
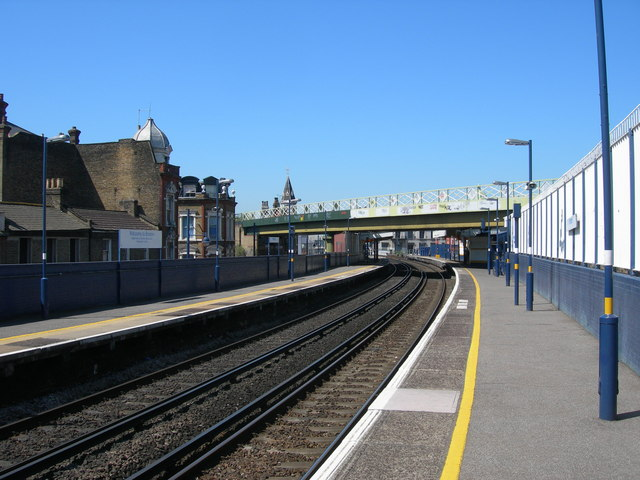
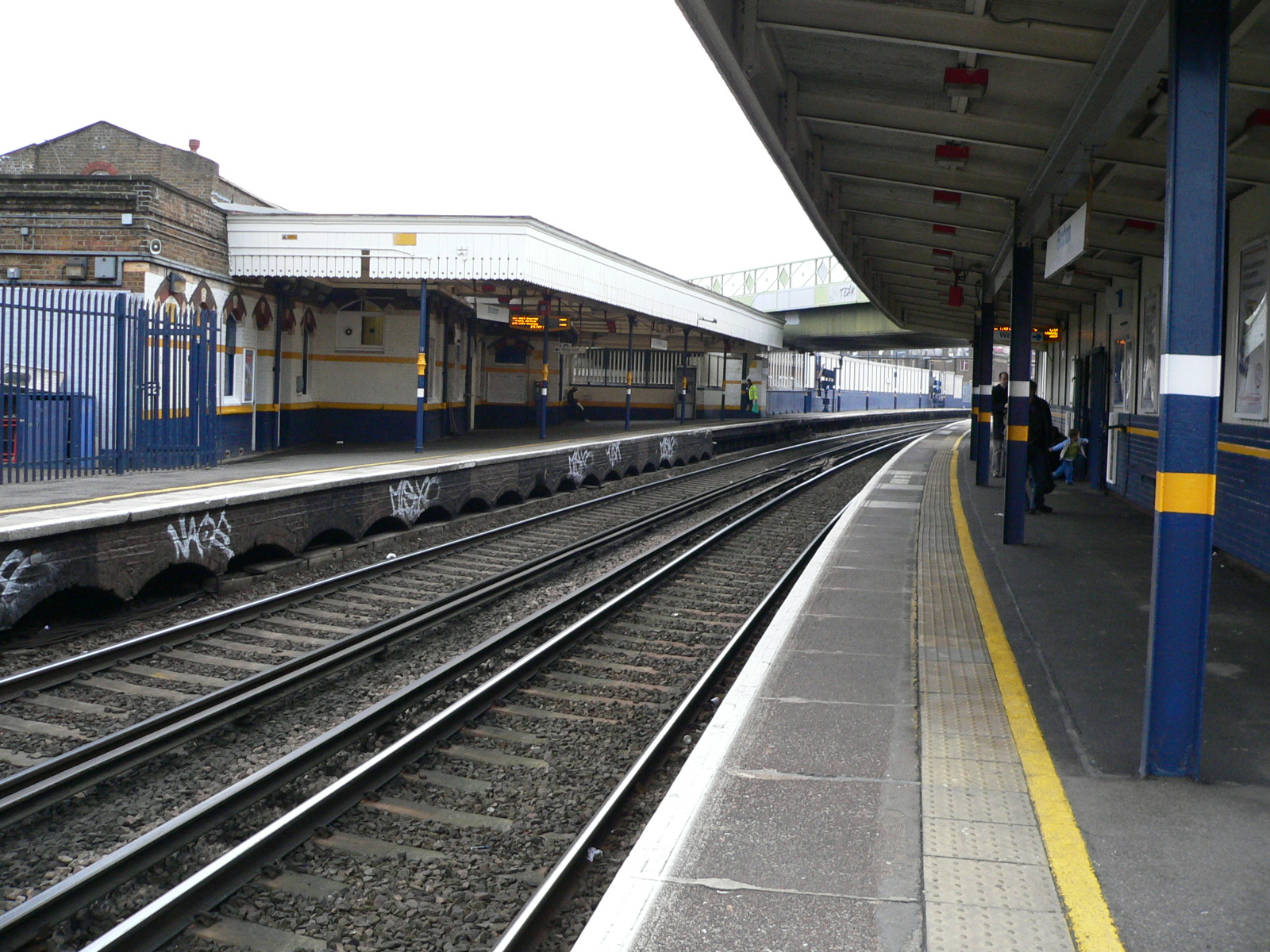
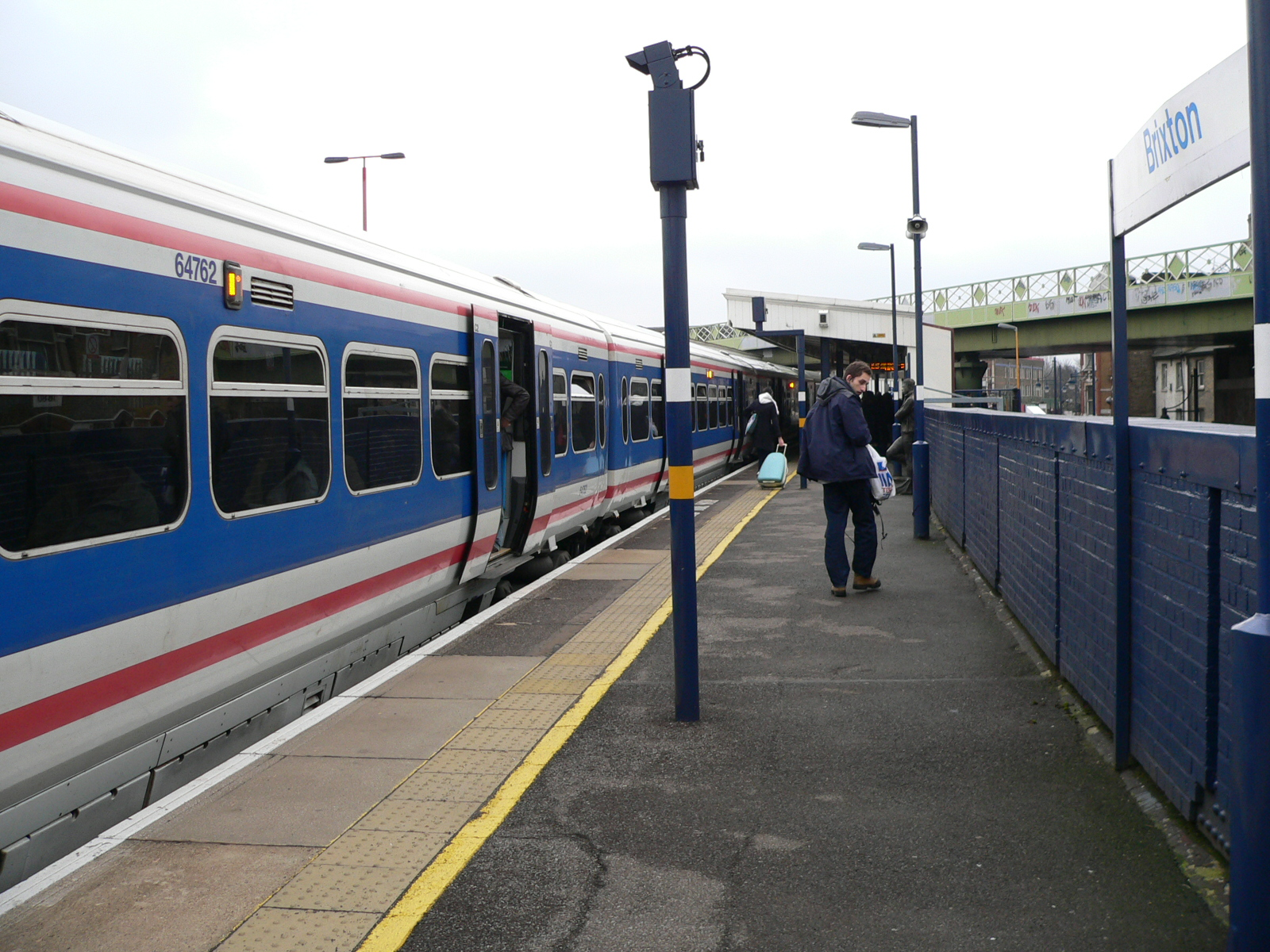